# Lázaro Mazón Alonso
Lázaro Mazón Alonso (Cocula, Guerrero; 17 de diciembre de 1959) es un político mexicano, miembro del Partido Movimiento Ciudadano. Fue senador para el periodo 2006-2012 por el Estado de Guerrero.
Secretario de Salud de Guerrero desde 2011 hasta 2014.

## Biografía
Médico cirujano de profesión, ha sido Presidente municipal de Iguala, Guerrero, de los periodos 1996-1999 y 2002-2005. Fundador de la Asociación de Autoridades Locales de México A.C. (AALMAC), organización que agrupa a los gobiernos municipales del PRD.
Durante su gestión como presidente del H. Ayuntamiento de Iguala obtuvo el primer lugar nacional del programa Hábitat 2003, así como el primer lugar Nacional de Gobierno y Gestión 2005.

## Trayectoria política
Consejero de la Cámara Nacional de Comercio de Iguala (CANACO) y de la Confederación Patronal de la República Mexicana (COPARMEX) en Iguala, 
Consejero del Desarrollo Empresarial Guerrero (DESEM),
Coordinador de la Campaña de Cuauhtémoc Cárdenas en el Frente Democrático Nacional 1988,
Fundador del Partido de la Revolución Democrática (PRD) Iguala 1989,
Coordinador de Alcaldes del Partido de la Revolución Democrática (PRD) del estado de  Guerrero 1996-1999,
Coordinador de la V Circunscripción (Estado de México, Michoacán y Guerrero) de alcaldes del Partido de la Revolución Democrática 1997,
Fundador de la Primera Intermunicipalidad en México 2003-2005.
Al igual que su compañero de bancada David Jímenez Rumbo, y el diputado Armando Ríos, Mazón ha expresando su intención de competir por la candidatura del PRD al gobierno de Guerrero.
En el Senado de la República impulsa la iniciativa contra la obesidad y el sobrepeso,  la prohibición de venta de comida chatarra en las escuelas y la iniciativa de una muerte asistida. Además estuvo entre los diez senadores más productivos con asistencia e iniciativa.
El 9 de agosto del 2010 obtiene su registro para contender por la candidatura a gobernador del estado de Guerrero por el PRD. A partir del 12 de agosto de 2010 inicia oficialmente su labor de precampaña en Cocula e Iguala Guerrero.
El día 4 de abril del 2011, tomó posesión como nuevo Secretario de Salud en el Estado de Guerrero, cargo que le fue retirado por el gobernador, por su cercanía con José Luis Abarca.